# 宗鳳鳴
宗 鳳鳴（そう ほうめい）は、中華人民共和国の作家。1989年の天安門事件によって失脚した趙紫陽の軟禁中の談話をまとめたことで知られている。

## 生涯
1920年に河南省（現在の河南省濮陽市）に生まれた。1938年に中国共産党に入党した。1986年に引退する前には北京航空航天大学の党委員会書記を務めていた。その後、経済体制改革研究会の研究員も兼任している。
1991年7月から2004年10月までの13年間にわたって、気功師として何度も北京市富強胡同の趙紫陽の元を訪問した。二人は同じ河南省の出身であった。後に、宗は趙紫陽の談話を整理して一冊の本にまとめた。趙紫陽が亡くなった後の2005年4月、シンガポールの新聞「ザ・ストレーツ・タイムズ」の記者、程翔が広州市で当局によって逮捕された際、メディアは「程翔は宗鳳鳴がまとめた本の原稿を受け取る目的で中国に入った」と伝えたが、中国外交部の孔泉報道官はこれを否定している。宗もメディアに対して「程翔本人とは会ったことがないし、彼を通じて原稿を海外に持ち出すようなこともない」と述べている。
こうした動きに対し中国当局はこの本の出版を認めないよう圧力をかけようとしたが、宗鳳鳴は出版を諦めることはなかった。2007年1月、『趙紫陽軟禁中的談話』（邦題: 趙紫陽 中国共産党への遺言と「軟禁」15年余）は香港の開放出版社から出版された。この出版によって宗も当局から軟禁状態におかれたという報道もある。2008年8月には高岡正展の訳により日本語版が刊行されている。
2010年1月7日早朝、胃からの出血により北京の自宅で亡くなった。